# Herb Połańca
Herb Połańca – jeden z symboli miasta Połaniec i gminy Połaniec w postaci herbu. Wizerunek herbowy znany jest od XIV wieku.

## Wygląd i symbolika
Herb przedstawia na czerwonej tarczy zwróconego w prawo orła barwy białej o złotym uzbrojeniu, opartego szponami na okutym złotem myśliwskim rogu barwy czarnej. 